# The Best of N.W.A: The Strength of Street Knowledge
The Best of N.W.A: The Strength of Street Knowledge é uma compilação de Greatest Hits do grupo de gangsta rap N.W.A. Ele contém somente faixas antigas e remixes. A versão Deluxe do 20º Aniversário contém um DVD bônus.

## Faixas
1. Straight Outta Compton
2. Appetite for Destruction
3. Dopeman
4. Fuck tha Police
5. Real Niggaz
6. 8-Ball
7. Express Yourself
8. Alwayz Into Somethin'
9. A Bitch iz a Bitch
10. Gangsta Gangsta
11. 100 Miles and Runnin'
12. Boyz-n-the-Hood
13. Real Niggaz Don't Die
14. Compton's in the House [Remix]
15. Approach to Danger
16. Chin Check
17. If It Ain't Ruff
18. Panic Zone
19. Something 2 Dance 2